# Třída O (1926)
Třída O byla třída diesel-elektrických oceánských ponorek postavených pro britské královské námořnictvo a australské královské námořnictvo. Vyvinuty byly pro službu na Dálném Východě. Třídu tvořily tři mírně odlišné skupiny ponorek, postavené v počtu devět kusů. Derivátem třídy O byly tři další ponorky chilské třídy Capitan O'Brien.

## Stavba
Pro britské námořnictvo bylo postaveno devět ponorek této třídy. První skupinu tvořila prototypová ponorka Oberon, která byla dokončena roku 1927. Byla první britskou ponorkou vyprojektovanou od konce první světové války. Druhou skupinu tvořily ponorky Otway a Oxley, navržené loděnicí Vickers pro Austrálii a dokončené rovněž roku 1927. Velké Británii byly předány roku 1931. Třetí, mírně zvětšená, skupina třídy O byla tvořena ponorkami Odin, Olympus, Orpheus, Osiris, Oswald a Otus.
Jednotky třídy O:
| Jméno                    | Podtřída | Loděnice                  | Založení kýlu | Spuštění na vodu  | Přijetí do služby | Status |
| ------------------------ | -------- | ------------------------- | ------------- | ----------------- | ----------------- | --- |
| Oberon (P21, N21 ex O1)  | Oberon   | Chatham Dockyard          | březen 1924   | 24. září 1926     | srpen 1927        | Vyřazena 1944. Prodána do šrotu 1945. |
| Otway (P51, N51, ex AO2) | Oxley    | Vickers, Barrow           | srpen 1925    | 7. září 1926      | září 1927         | Postavena pro Austrálii, roku 1931 převedena do britského námořnictva. Prodána do šrotu 1945.                                               |
| Oxley (P55, ex AO1)      | Oxley    | Vickers, Barrow           | srpen 1925    | 29. června 1926   | červenec 1927     | Postavena pro Austrálii, roku 1931 převedena do britského námořnictva. Dne 10. září 1939 poblíž Norska omylem potopena ponorkou HMS Triton. |
| Odin (P84, N 84)         | Odin     | Chatham Dockyard          | červenec 1927 | 5. května 1928    | prosinec 1929     | Dne 13. června 1940 byla v centrálním Středomoří potopena italským torpédoborcem Strale.                                                    |
| Olympus (P35, N35)       | Odin     | William Beardmore and Co. | duben 1927    | 11. prosince 1928 | červen 1930       | Dne 8. května 1942 poblíž Malty potopena minou.                                                                                             |
| Orpheus (P46, N46)       | Odin     | William Beardmore and Co. | duben 1927    | 26. února 1929    | září 1930         | Dne 19. června 1940 byla u Tobruku potopena italským torpédoborcem Turbine.                                                                 |
| Osiris (P67, N67)        | Odin     | Vickers, Barrow           | květen 1927   | 19. května 1928   | únor 1929         | Prodána do šrotu 1946. |
| Oswald (P58, N58)        | Odin     | Vickers, Barrow           | květen 1927   | 19. června 1928   | květen 1929       | Dne 1. srpna 1940 byl ve Středomoří potopena italským torpédoborcem Ugolini Vivaldi.                                                        |
| Otus (P92, N92)          | Odin     | Vickers, Barrow           | květen 1927   | 31. srpna 1928    | červenec 1929     | Vyřazena a roku 1946 potopena. |

## Konstrukce

### PodtřídaOberon

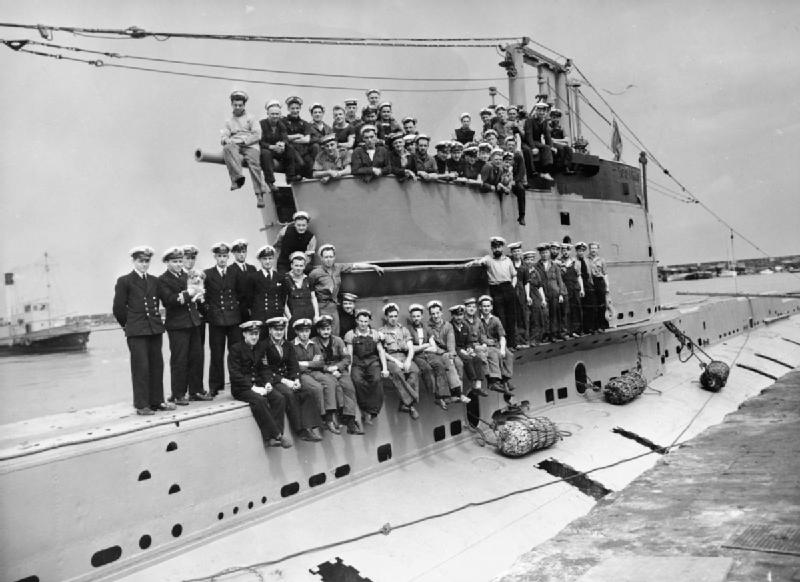
HMS Osiris

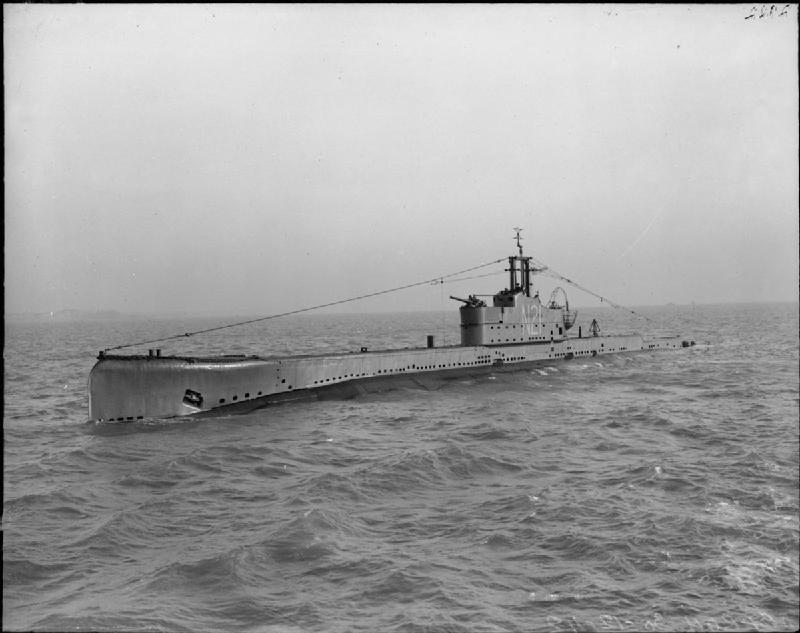
HMS Oberon

Výzbroj tvořil jeden 102mm/40 kanón QF Mk.IV (později Mk.XII) a osm 533mm torpédometů (šest příďových a dva záďové). Neseno bylo celkem 16 torpéd Mk.IV, později Mk.VIII. Pohonný systém tvořily dva diesely Admiralty o výkonu 2950 hp a dva elektromotory o výkonu 1350 hp, pohánějící dva lodní šrouby. Nejvyšší rychlost dosahovala 13,75 uzlu na hladině a 7,5 uzlu pod hladinou. Operační hloubka ponoru byla 200 stop.

### PodtřídaOxley
Ponorka byla mírně větší (83,82 x 8,42 x 4,79 m) a s větším výtlakem (1636/1872 t). Díky lepšímu tvarování trupu dosahovaly vyšší rychlosti. Výzbroj tvořil jeden 102mm/40 kanón QF Mk.IV (později Mk.XII) a osm 533mm torpédometů (šest příďových a dva záďové). Pohonný systém tvořily dva diesely Vickers o výkonu 3100 hp a dva elektromotory o výkonu 1350 hp, pohánějící dva lodní šrouby. Nejvyšší rychlost dosahovala 15 uzlů na hladině a 8,5 uzlu pod hladinou.

### PodtřídaOdin
Pozornost byla věnována dalšímu zvýšení rychlosti ponorek. Ponorka byla mírně větší (86,41 x 9,12 x 4,9 m) a s větším výtlakem (1781/2038 t). Výzbroj tvořil jeden 102mm/40 kanón QF Mk.IV (později Mk.XII) a osm 533mm torpédometů (šest příďových a dva záďové). Neseno bylo celkem 14 torpéd Mk.IV, později Mk.VIII. Přebít přitom šlo pouze přední torpédomety. Pohonný systém tvořily dva diesely Admiralty o výkonu 4520 hp a dva elektromotory o výkonu 1390 hp, pohánějící dva lodní šrouby. Nejvyšší rychlost dosahovala 17,5 uzlu na hladině a 8 uzlů pod hladinou. Operační hloubka ponoru byla 300 stop.

### Modifikace
Za války byla výzbroj přeživších ponorek posílena o jeden 20mm kanón.

## Operační služba
Britské námořnictvo své ponorky nasadilo ve druhé světové válce. Šest ponorek bylo za války ztraceno.